# Crematogaster scapamaris
Crematogaster scapamaris är en myrart som beskrevs av Santschi 1922. Crematogaster scapamaris ingår i släktet Crematogaster och familjen myror. Inga underarter finns listade i Catalogue of Life.